# Isophellia madrynensis
Isophellia madrynensis är en havsanemonart som beskrevs av Zamponi och Acuña 1992. Isophellia madrynensis ingår i släktet Isophellia och familjen Isophelliidae. Inga underarter finns listade i Catalogue of Life.